# Бог и рокенрол
Бог и рокенрол је књига објављена 2006. Аутор је монах Арсеније (Јовановић) из манастира „Црна Река“ (СПЦ), издавач је са̂м  манастир, а издање је благословено од стране тадашњег епископа рашко-призренског и косовско-метохијског др Артемија (Радосављевића).

## Опис
Сећања и изводи из дневника једног монаха о његовом вољеном и најбољем пријатељу из младости, покојном сликару Душану Герзићу Гери и још понешто о Богу, души, Цркви, савременој уметности и данашњем времену.— Са прве стране књиге